# Видимирешти (Мехединци)
Видимирешти (рум. Vidimirești) насеље је у Румунији у округу Мехединци у општини Бала. Oпштина се налази на надморској висини од 237 m.

## Становништво
Према подацима из 2002. године у насељу је живело 218 становника, од којих су сви румунске националности.